# Wahlen 1982
◄◄ | ◄ | 1978 | 1979 | 1980 | 1981 | Wahlen 1982 | 1983 | 1984 | 1985 | 1986 | ► | ►►

Weitere Ereignisse
Die Liste der Wahlen 1982 umfasst Parlamentswahlen, Präsidentschaftswahlen, Referenden und sonstige Abstimmungen auf nationaler und subnationaler Ebene, die im Jahr 1982 weltweit abgehalten wurden.

## Termine
| Land                    | Datum               | Link zur Wahl 1982                                   | Link zur vorigen Wahl | Bemerkungen |
| ----------------------- | ------------------- | ---------------------------------------------------- | --------------------- | --- |
| Finnland                | 17.–18. Jan.        | Präsidentschaftswahl in Finnland                     | 1978                  | |
| Costa Rica              | 7. Februar          | Parlamentswahl in Costa Rica                         |                       | [ 1 ] |
| Liechtenstein           | 7. Februar          | Landtagswahl in Liechtenstein                        | 1978                  | |
| Irland                  | 18. Februar         | Wahlen zum Dáil Éireann im Februar                   | 1981                  | Neuwahl nach Auflösung des Parlamentes, da die regierende Koalition aus Fine Gael und Labour Party auseinandergebrochen war                                   |
| Grönland                | 23. Februar         | Referendum über den Austritt aus der EWG in Grönland |                       | |
| Westsamoa               | 27. Februar         | Parlamentswahl in Westsamoa                          |                       | [ 2 ] |
| Nordkorea               | 28. Februar         | Parlamentswahl in Nordkorea                          |                       | [ 3 ] |
| Algerien                | 5. März             | Parlamentswahl in Algerien                           |                       | [ 4 ] |
| Guatemala               | 7. März             | Parlamentswahl in Guatemala                          |                       | [ 5 ] |
| Komoren                 | 7. und 14. März     | Parlamentswahl auf den Komoren                       |                       | [ 6 ] |
| Kolumbien               | 14. März            | Parlamentswahl in Kolumbien                          |                       | [ 7 ] |
| Österreich              | 14. März            | Gemeinderatswahl in St. Pölten                       | 1977                  | |
| BR Deutschland          | 21. März            | Landtagswahl in Niedersachsen                        | 1978                  | |
| El Salvador             | 22. März            | Parlamentswahl in El Salvador                        |                       | [ 8 ] |
| Jugoslawien             | 13. April – 10. Mai | Parlamentswahl in Jugoslawien                        |                       | [ 9 ] |
| Malaysia                | 22. April           | Parlamentswahl in Malaysia                           |                       | [ 10 ] |
| Sierra Leone            | 1. Mai              | Parlamentswahl in Sierra Leone                       | 1977                  | |
| St. Lucia               | 3. Mai              | Parlamentswahl in St. Lucia                          |                       | [ 11 ] |
| Gambia                  | 4.–5. Mai           | Präsidentschaftswahl in Gambia                       | 1977                  | |
| Gambia                  | 4.–5. Mai           | Parlamentswahl in Gambia                             | 1977                  | |
| Indonesien              | 4. Mai              | Parlamentswahl in Indonesien                         |                       | [ 12 ] |
| Guinea                  | 9. Mai              | Präsidentschaftswahl in Guinea                       | 1974                  | |
| Dominikanische Republik | 16. Mai             | Parlamentswahl in der Dominikanischen Republik       |                       | [ 13 ] |
| Dschibuti               | 21. Mai             | Parlamentswahl in Dschibuti                          |                       | erste Wahl nach der Unabhängigkeit 1977 |
| Papua-Neuguinea         | 5.–26. Juni         | Parlamentswahl in Papua-Neuguinea                    |                       | [ 15 ] |
| BR Deutschland          | 6. Juni             | Bürgerschaftswahl in Hamburg im Juni                 | 1978                  | |
| Bahamas                 | 10. Juni            | Parlamentswahl auf den Bahamas                       | 1977                  | [ 16 ] |
| Mauritius               | 11. Juni            | Parlamentswahl in Mauritius                          |                       | [ 17 ] |
| Mali                    | 13. Juni            | Parlamentswahl in Mali                               |                       | [ 18 ] |
| Mexiko                  | 4. Juli             | Parlamentswahl in Mexiko                             |                       | [ 19 ] |
| Fidschi                 | 10.–17. Juli        | Parlamentswahl in Fidschi                            |                       | [ 20 ] |
| Indien                  | 12. Juli            | Präsidentschaftswahl in Indien                       | 1977                  | |
| Niederlande             | 8. September        | Parlamentswahl in den Niederlanden                   |                       | [ 21 ] |
| Zaire                   | 18.–19. Sep.        | Parlamentswahl in Zaire 1982                         |                       | [ 22 ] |
| Schweden                | 19. September       | Wahl zum Schwedischen Reichstag                      | 1979                  | |
| BR Deutschland          | 26. September       | Landtagswahl in Hessen                               | 1978                  | |
| Österreich              | 3. Oktober          | Landtagswahl im Burgenland                           | 1977                  | |
| BR Deutschland          | 10. Oktober         | Landtagswahl in Bayern                               | 1978                  | |
| Vereinigtes Königreich  | 10. Oktober         | Parlamentswahl in Nordirland                         | 1975                  | |
| Sri Lanka               | 20. Oktober         | Präsidentschaftswahl in Sri Lanka                    |                       | |
| Burundi                 | 22. Oktober         | Parlamentswahl in Burundi                            |                       | Erste Parlamentswahl seit 1966; |
| Spanien                 | 28. Oktober         | Parlamentswahl in Spanien                            |                       | [ 24 ] |
| Vereinigte Staaten      | 2. November         | Wahl zum Repräsentantenhaus der Vereinigten Staaten  | 1980                  | |
| Vereinigte Staaten      | 2. November         | Wahl zum Senat der Vereinigten Staaten               | 1980                  | |
| Türkei                  | 7. November         | Verfassungsreferendum in der Türkei                  |                       | |
| Albanien                | 14. November        | Parlamentswahl in Albanien                           |                       | [ 25 ] |
| Brasilien               | 15. November        | Parlamentswahl in Brasilien                          |                       | [ 26 ] |
| Irland                  | 24. November        | Wahlen zum Dáil Eireann im November                  | Februar 1982          | dritte Wahl innerhalb von 18 Monaten, Neuwahl wurde notwendig, da die regierende Fianna Fáil die Unterstützung der Workers’ Party und der Unabhängigen verlor |
| Iran                    | 10. Dezember        | Wahlen zum Expertenrat des Iran                      |                       | erste Wahl zum Expertenrat nach der Islamischen Revolution |
| BR Deutschland          | 19. Dezember        | Bürgerschaftswahl in Hamburg im Dezember             | Juni 1982             | die Bildung einer handlungsfähigen Regierung nach der Wahl im Juni scheiterte, so dass eine Neuwahl notwendig wurde                                           |